# Sinhá Moça (1986)
Sinhá Moça é uma telenovela brasileira produzida e exibida pela TV Globo de 28 de abril a 14 de novembro de 1986, em 172 capítulos. Substituiu De Quina pra Lua e foi substituída por Direito de Amar, sendo a 32ª "novela das seis" exibida pela emissora.
Foi escrita por Benedito Ruy Barbosa. A direção foi de Reynaldo Boury e Jayme Monjardim. A trama foi baseada no romance homônimo de Maria Dezonne Pacheco Fernandes, publicado em 1950.
Contou com as atuações de Lucélia Santos, Marcos Paulo, Elaine Cristina, Patrícia Pillar, Daniel Dantas, Raymundo de Souza e Rubens de Falco.

## Sinopse
Abolicionistas e escravocratas se defrontam em Araruna, pequena cidade fictícia do interior paulista, em 1886, dois anos antes da promulgação da Lei Áurea. A história de amor de Sinhá Moça (Lizandra Souto/Lucélia Santos), filha do coronel Ferreira, o Barão de Araruna (Rubens de Falco), ferrenho escravocrata, e da submissa Cândida (Elaine Cristina), com o jovem Dr. Rodolfo Garcia Fontes (Marcos Paulo), um ativo abolicionista, ante as dificuldades da campanha para a abolição da escravatura.
Os dois se conhecem no trem, quando Sinhá Moça, depois de terminar seus estudos na cidade de São Paulo, retorna a Araruna. Assim como Rodolfo, ela tem ideias abolicionistas e critica as atitudes do pai, lutando em defesa dos negros. Sinhá Moça, junto com Rodolfo e outros abolicionistas, invade senzalas à noite, libertando os negros e entregando-os a associações abolicionistas, que os orientam rumo à liberdade.
Do outro lado da história está Dimas (Selton Mello/Raymundo de Souza) (que na verdade é o menino Rafael, ex-escravo alforriado) e sua obstinada luta para destruir o Barão, seu verdadeiro pai com a escrava da fazenda Maria das Dores (Dhu Moraes). Antes de ser vendido pelo Barão, Rafael foi grande amigo de Sinhá Moça, com quem passou a infância. Depois de alforriado, adota o nome de Dimas e se torna o braço direito do tipógrafo Augusto (Luiz Carlos Arutin), um abolicionista convicto, despertando o amor em Juliana (Luciana Braga), neta deste.

## Elenco

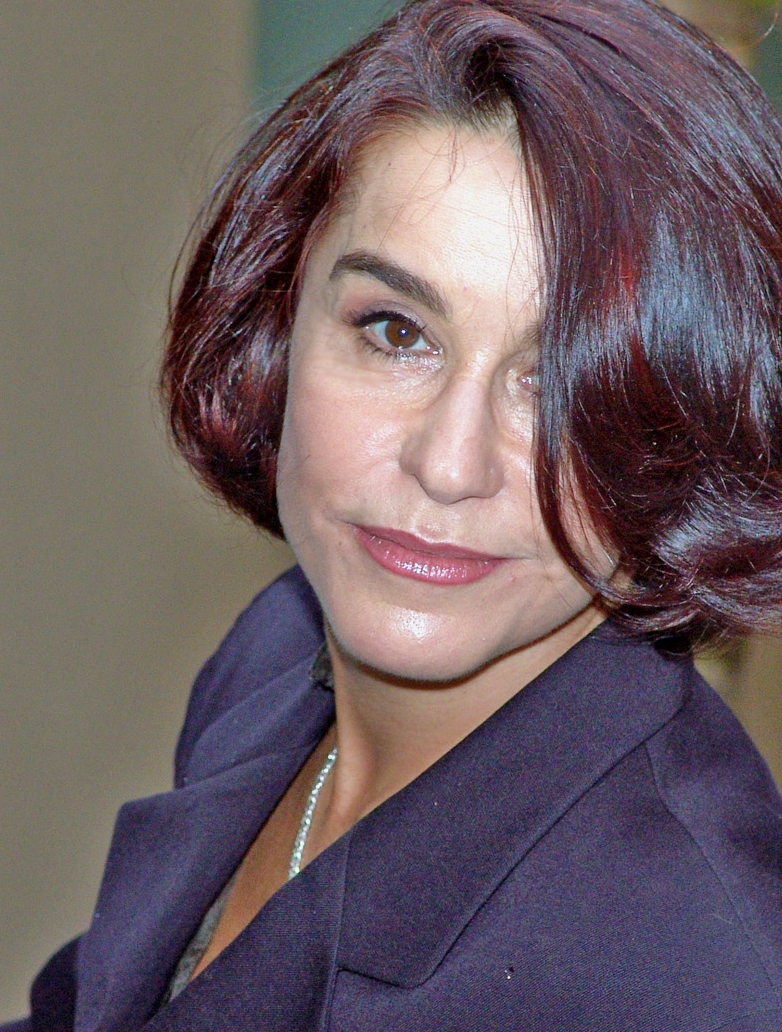
Lucélia Santos protagoniza Sinhá Moça, a principal protagonista.

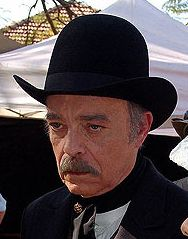
Rubens de Falco protagoniza como principal antagonista.

| Intérprete              | Personagem                                    |
| ----------------------- | --------------------------------------------- |
| Lucélia Santos          | Maria das Graças Ferreira Fontes (Sinhá Moça) |
| Marcos Paulo            | Rodolfo Fontes                                |
| Rubens de Falco         | Coronel José Ferreira, Barão de Araruna       |
| Elaine Cristina         | Cândida Ferreira, Baronesa de Araruna         |
| Mauro Mendonça          | Dr. Geraldo Fontes                            |
| Neuza Amaral            | Inês Fontes                                   |
| Daniel Dantas           | Ricardo Fontes                                |
| Patrícia Pillar         | Ana Luísa Teixeira (Ana do Véu)               |
| Norma Blum              | Nina Teixeira                                 |
| José Augusto Branco     | Manoel Teixeira                               |
| Raymundo de Souza       | Dimas / Rafael                                |
| Luciana Braga           | Juliana Castroneves                           |
| Chica Xavier            | Bá Virgínia                                   |
| Luiz Carlos Arutin      | Augusto Castroneves                           |
| Cláudio Corrêa e Castro | Dr. João Amorim                               |
| Antônio Pompeo          | Justino                                       |
| Gésio Amadeu            | Fulgêncio                                     |
| Milton Gonçalves        | Pai José                                      |
| Cosme dos Santos        | Bastião                                       |
| Grande Otelo            | Justo                                         |
| Tony Tornado            | Justo Filho / Capitão-do-Mato                 |
| Valter Santos           | Feitor Bruno                                  |
| Tarcísio Filho          | Mário                                         |
| Tato Gabus Mendes       | José Coutinho                                 |
| Sérgio Viotti           | Frei José                                     |
| Cláudio Mamberti        | Delegado Antero                               |
| Ruth de Souza           | Balbina                                       |
| Solange Couto           | Adelaide                                      |
| Ivan Mesquita           | Coutinho                                      |
| Nizo Neto               | Nino                                          |
| Dênis Derkian           | Renato                                        |
| Ênio Santos             | Inácio                                        |
| Jacyra Sampaio          | Rute                                          |
| Canarinho               | Pai André Zamemba                             |
| Zeni Pereira            | Mãe Maria Zamemba                             |
| Fernando Almeida        | Felipe Zamemba                                |
| Paulo Barbosa           | Tonhão Zamemba                                |
| Daisy Nascimento        | Nena Zamemba                                  |
| Germano Filho           | Everaldo                                      |
| Augusto Olímpio         | Bobó                                          |
| Renato Prieto           | Vila                                          |
| José Prata              | Bentinho                                      |
| Fernando José           | Martinho                                      |

### Participações especiais
| Intérprete          | Personagem |
| ------------------- | --- |
| Aguinaldo Rocha     | Tibúrcio (fazendeiro escravocrata aliado do Barão de Araruna)                                                            |
| Alciro Cunha        | Nogueira (fazendeiro escravocrata aliado do Barão de Araruna)                                                            |
| Aldo Bueno          | escravo na fazenda de Coutinho                                                                                           |
| Alexandre Moreno    | escravo na fazenda Araruna                                                                                               |
| Antônio Francisco   | Honório (auxiliar do feitor Bruno que assediava Adelaide e acaba morto por Justino)                                      |
| Ataíde Arcoverde    | Robusto (funcionário da taverna de Manoel)                                                                               |
| Auricéia Araújo     | Dona Irma (costureira de Araruna)                                                                                        |
| César Augusto       | soldado na delegacia |
| Christovam Netto    | Tobias (escravo na fazenda Araruna)                                                                                      |
| Enock Batista       | soldado na delegacia |
| Dhu Moraes          | Maria das Dores (mãe de Rafael que nasceu de seu envolvimento com o Barão)                                               |
| Evandro Leandro     | auxiliar do feitor Bruno                                                                                                 |
| Francisco Nagem     | escravocrata aliado do Barão de Araruna                                                                                  |
| Henri Pagnoncelli   | Eduardo (engenheiro que se associa a Manoel na construção de uma usina de beneficiamento e acaba apaixonando-se por Ana) |
| Ibanez Filho        | escravocrata aliado do Barão de Araruna                                                                                  |
| Joel Silva          | Pedro (escravo da fazenda Araruna)                                                                                       |
| Jorge Coutinho      | pai de Bentinho, escravo na fazenda de Medeiros                                                                          |
| Jorge de Jesus      | escravo da fazenda Araruna                                                                                               |
| Lizandra Souto      | Sinhá Moça (criança) |
| Miguel Rosenberg    | fiscal do trem interceptado por Rodolfo para resgatar Sinhá Moça                                                         |
| Nelson Soares Gomes | escravo da fazenda Araruna                                                                                               |
| Newton Martins      | Viriato (fazendeiro escravocrata aliado do Barão de Araruna)                                                             |
| Onofre              | José (escravo da fazenda Araruna)                                                                                        |
| Paulo Nunes         | soldado da delegacia |
| Paulo Pinheiro      | agente que leva os imigrantes italianos a fazenda Araruna                                                                |
| Romeu Evaristo      | um dos escravos capturados pelo Capitão do Mato e depois solto pelo Irmão do Quilombo                                    |
| Selton Mello        | Rafael (criança) |
| Thiago Justino      | escravo da fazenda Araruna                                                                                               |
| Wilson Rabello      | escravo que conversa com Justo a respeito de trabalhar na fazenda comprada pelos Fontes                                  |

## Audiência
Em sua exibição original, a trama alcançou 46 pontos de média.
O capítulo 48 que seria exibido em 21 de junho de 1986 não foi ao ar devido ao jogo Brasil X França pela Copa do Mundo FIFA de 1986. Por isso a novela terminou com 172 capítulos em vez dos 173 previstos.

## Exibição
Foi reexibida pelo Vale a Pena Ver de Novo de 15 de março a 2 de julho de 1993, em 80 capítulos, substituindo Bebê a Bordo e sendo substituída por Barriga de Aluguel.
Foi reexibida na íntegra pelo Viva de 29 de janeiro a 16 de agosto de 2018, substituindo Fera Radical e sendo substituída por Baila Comigo, às 14h30. Seis anos depois, a versão de 2006 foi reapresentada, sendo a primeira telenovela a ter as duas versões exibidas pelo canal.

### Outras Mídias
Em 12 de setembro de 2022, foi disponibilizada na íntegra pelo Globoplay, como parte do Projeto Resgate.

## Remake
Em 2006 a TV Globo fez uma nova versão da trama. Também escrita por Benedito Ruy Barbosa, com colaboração de Edmara Barbosa e Edilene Barbosa contou com Débora Falabella, Danton Mello, Patrícia Pillar e Osmar Prado nos papéis principais.

## Trilha sonora
Capa: Juana Garibaldi Carvalho (modelo)
- "Sinhaninha" - Ronnie Von
- "Zumbi, A Felicidade Guerreira" - Gilberto Gil
- "Ai Quem Me Dera" - Clara Nunes
- "Minha Aldeia" - Sérgio Souto
- "Papo de Passarim" - Cláudio Nucci e Zé Renato
- "Depois da Primeira Vez" - Toninho Negreiro
- "Pra Não Mais Voltar" - Fafá de Belém
- "Ginga Angola" - Roberto Ribeiro
- "Oração nos Matagais" - Altay Veloso
- "Companheiros" - Denise Emmer
- "Na Ribeira Deste Rio" - Dori Caymmi
- "Amor de Papel" - Vicente Barreto
- "Camará" - Walter Queiroz
- "Aventureiro" - Antônio Carlos e Jocáfi

## Interrupção da Faixa das 18h (1986)
Após o término de Sinhá Moça, em 14 de Novembro de 1986, a TV Globo interrompeu a produção de novelas para as 18 horas por três meses. O motivo deu-se por conta de uma ameaça de desativação do horário, imposta pelo Sindicato dos Artistas e Técnicos em Espetáculos e Diversões do Rio de Janeiro - SATED - RJ, que reivindicava uma jornada de trabalho não superior a 6 horas aos profissionais. Como alternativa a paralisação da faixa, a emissora exibiu uma versão compacta da novela "Locomotivas", com 78 capítulos, de 17 de novembro de 1986 a 14 de fevereiro de 1987, exibida originalmente entre 1º de fevereiro a 12 de setembro de 1977. Após essa exibição, finalmente em 16 de fevereiro de 1987 a novela inédita Direito de Amar pôde estrear.